# Kiliann Sildillia
Kiliann Eric Sildillia (ur. 16 maja 2002 w Montigny-lès-Metz) – francuski piłkarz gwadelupskiego i malgaskiego pochodzenia grający na pozycji obrońcy w niemieckim klubie SC Freiburg. Młodzieżowy reprezentant Francji. Uczestnik Letnich Igrzysk Olimpijskich 2024 w Paryżu.

## Sukcesy

### SC Freiburg
- Finalista pucharu Niemiec: 2021/22

### SC Freiburg II
- Zwycięzca Regionalligi Südwest: 2020/21

### Francja U-20
- Zwycięzca turnieju Maurice’a Revello: 2022(inne języki)